# Степовое (Херсонская область)
Степовое (укр. Степове) — село в Великоалександровской поселковой общине Бериславского района Херсонской области Украины.
Почтовый индекс — 74141. Телефонный код — 5532. Код КОАТУУ — 6520985005.

## Население
Население по переписи 2001 года составляло 133 человека.

### Языковой состав
Родной язык населения по данным переписи 2001 года:
| Язык       | Численность, чел. | Доля     |
| ---------- | ----------------- | -------- |
| Украинский | 126               | 94,74 %  |
| Молдавский | 6                 | 4,51 %   |
| Другое     | 1                 | 0,75 %   |
| Итого      | 133               | 100,00 % |

## Местный совет
74141, Херсонская обл., Великоалександровский р-н, с. Чкалово, ул. Чкалова, 44